# Jakker-Madu, Lingsugur
Jakker-Madu là một làng thuộc tehsil Lingsugur, huyện Raichur, bang Karnataka, Ấn Độ.